# Бов
Бов (болг. Бов) — село в Болгарии. Находится в Софийской области, входит в общину Своге. Население составляет 120 человек.

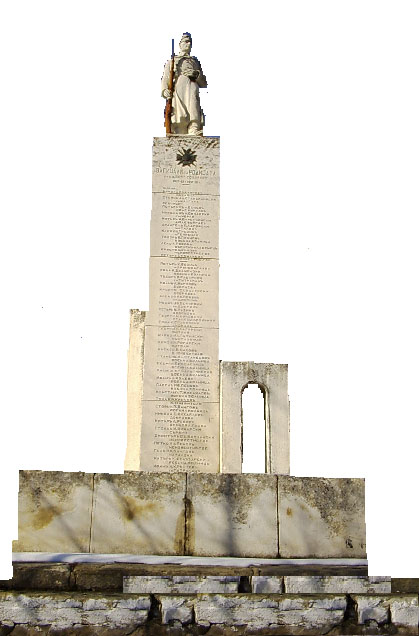

## Политическая ситуация
Бов подчиняется непосредственно общине и не имеет своего кмета.
Кмет (мэр) общины Своге — Емил Цветанов Атанасов (Болгарская социалистическая партия (БСП), Национальное движение «Симеон Второй» (НДСВ), «ЛИДЕР», Зелёные,Политический клуб «Экогласность», Евророма) по результатам выборов.